# Глоструп
Глоструп (дан. Glostrup) — місто в данському Столичному регіоні, що є одним із західних передмість Копенгагена, адміністративний центр однойменного муніципалітету. Населення — 22 528 осіб (2017).
У Глострупі також розташовані низка державних установ та офісів, наприклад, поліційний департамент Københavns Vestegn і суд Глострупа, що охоплює західні та північні передмістя Копенгагена. Лікарню Глострупа відкрито 1958 року, в ній працює понад 3000 осіб.

## Історія
Село Глоструп засновано між 1000 та 1197 роками та названо на честь засновника Глоба. Вперше згадується між 1186 і 1197 роками як Глосторп, але церква Глострупа відноситься приблизно до 1150, що вказує на те, що в цей час на цьому місці вже існувала усталена громада. Більшість земель, що перебували в приватній власності, протягом наступних кількох століть перейшла під управління собору Роскільде, але була конфіскована короною після Реформації 1536 року[джерело?].
Джерела 1682 року свідчать, що ґрунт у цьому районі був досить родючим, оскільки село складалося з восьми ферм та 13 будинків[джерело?].
У XX столітті Глоструп перетворився з невеликого залізничного містечка на сучасне передмістя для середнього класу. Чисельність населення досягла піку в 1970-х роках під час відтоку населення з центру Копенгагена, але відтоді стабілізувалася. Тоді як у більшості західних передмість Копенгагена переважають державні житлові проєкти, в Глострупі їх кількість приблизно відповідає середній по Данії. У районі розташовані низка великих компаній, наприклад, данські відділення Grontmij і Motorola, а також NKT Holding і Pandora. Разом із навколишніми муніципалітетами він утворює центр виробничої промисловості Копенгагена. У муніципалітеті Глоструп у приватному та державному секторах разом налічується 21 200 робочих місць.